# Parc
Parc es un lugar designado por el censo ubicado en el condado de Clinton en el estado estadounidense de Nueva York. En el año 2000 tenía una población de 54 habitantes y una densidad poblacional de 15 personas por km².

## Geografía
Parc se encuentra ubicado en las coordenadas 44°40′7″N 73°27′17″O / 44.66861, -73.45472.

## Demografía
Según la Oficina del Censo en 2000 los ingresos medios por hogar en la localidad eran de $35,417, y los ingresos medios por familia eran $36,667. Los hombres tenían unos ingresos medios de $17,500 frente a los $31,250 para las mujeres. La renta per cápita para la localidad era de $15,118. Alrededor del 34.7% de la población estaban por debajo del umbral de pobreza.